# 1661.
◄ | 16. stoljeće | 17. stoljeće | 18. stoljeće | ►
◄ | 1630-ih | 1640-ih | 1650-ih | 1660-ih | 1670-ih | 1680-ih | 1690-ih | ►
◄◄ | ◄ | 1658. | 1659. | 1660. | 1661. | 1662. | 1663. | 1664. | ► | ►►
Arhitektura • Astronomija • Glazba • Kazalište • Kemija • Kiparstvo • Knjige • Književnost • Kršćanstvo • Medicina • Politika • Pravo • Promet • Slikarstvo • Znanost

## Događaji
- 1. srpnja – sklopljen Kardiški mir, čime je okončan rusko-švedski rat
- Robert Boyle tvrdi da se svaka materija može rastaviti na elemente

## Vanjske poveznice
|  | Zajednički poslužitelj ima još gradiva o temi 1661. |